# Гармар Тауншип (округ Аллегені, Пенсільванія)
Гармар Тауншип (англ. Harmar Township) — селище (англ. township) в США, в окрузі Аллегені штату Пенсільванія. Населення — 3133 особи (2020).

## Демографія
Згідно з переписом 2010 року, у селищі мешкала 2921 особа в 1391 домогосподарстві у складі 728 родин. Було 1550 помешкань
Расовий склад населення:
| - 97,7 % — білих - 0,7 % — азіатів - 0,6 % — чорних або афроамериканців |

До двох чи більше рас належало 0,9 %. Частка іспаномовних становила 1,1 % від усіх жителів.
За віковим діапазоном населення розподілялося таким чином: 12,9 % — особи молодші 18 років, 54,7 % — особи у віці 18—64 років, 32,4 % — особи у віці 65 років та старші. Медіана віку мешканця становила 53,6 року. На 100 осіб жіночої статі у селищі припадало 86,6 чоловіків;  на 100 жінок у віці від 18 років та старших — 83,5 чоловіків також старших 18 років.
Середній дохід на одне домашнє господарство  становив 69 535 доларів США (медіана — 48 238), а середній дохід на одну сім'ю — 82 040 доларів (медіана — 60 991). Медіана доходів становила 43 750 доларів для чоловіків та 34 357 доларів для жінок. За межею бідності перебувало 10,6 % осіб, у тому числі 28,2 % дітей у віці до 18 років та 4,0 % осіб у віці 65 років та старших.
Цивільне працевлаштоване населення становило 1280 осіб. Основні галузі зайнятості: освіта, охорона здоров'я та соціальна допомога — 19,4 %, роздрібна торгівля — 15,6 %, виробництво — 13,3 %.